# پیتر ویلیامز (موسیقی‌شناس)
پیتر ویلیامز (انگلیسی: Peter Williams؛ ‏ ۱۴ مهٔ ۱۹۳۷ – ۲۰ مارس ۲۰۱۶) موسیقی‌شناس، نوازندهٔ هارپسیکورد، نوازندهٔ ارگ و استاد دانشگاه و نویسنده اهل بریتانیا بود. ویلیامز یکی از صاحب‌نظران برجسته در زمینهٔ ارگ و همچنین زندگی و آثار یوهان سباستیان باخ به حساب می‌آمد. وی مدرک دکترای هود را از کالج سنت جان در دانشگاه کمبریج دریافت داشت و در سال ۱۹۶۲ عضو هیئت علمی دانشگاه ادینبرو شد. او همچنین مدتی استاد دانشگاه دوک و دانشگاه کاردیف بود. او مقالات و کتاب‌های گوناگونی در زمینه موسیقی و هنرمندان بزرگ آن نگاشته‌است. او از سال ۱۹۶۹ ویراستار «سالنامهٔ اُرگ» بود.